# Lambert Gábor
Lambert Gábor (Budapest, 1956. június 14. – 2025. február 16.) magyar újságíró, közgazdász, 2012-től 2017. február 1-jéig a Figyelő főszerkesztője. 2017. május 2-ától a Magyar Biztosítók Szövetsége (Mabisz) kommunikációs vezetője.

## Életpályája
1970 és 1974 között a Jedlik Ányos Gimnáziumba járt, kémia szakra. 1975 és 1980 között a Marx Károly Közgazdaságtudományi Egyetem nemzetközi kapcsolatok szakára járt és ott szerzett diplomát (a Közgazdásznál kezdett el cikkeket írni)
1981-ben kapta meg a Magyar Újságírók Országos Szövetsége újságíró iskolájának diplomáját. 1980 és  2000 között a Magyar Nemzet című lapnál dolgozott (1980 és  1986 között munkatárs, 1986 és 1991 között moszkvai tudósító, 1993 és 1997 között külpolitikai rovatvezető, végül 1997 és 1999 között washingtoni tudósító volt. 1999-től 2002-ig szerződéssel a BBC Magyar adásának budapesti tudósítójaként dolgozott.
2001-től lett a Budapesti Kommunikációs Főiskola újságíró szakának óraadó tanára (hírelemzés, világsajtó, külpolitika, gazdaság tantárgyakból), majd 2002-től a Matthias Corvinus szakkollégium újságíró szakképzésének tanára. 2000 és 2003 között a Világgazdaság című üzleti napilap  szerkesztője, rovatvezető volt a társadalompolitikai, majd a külgazdasági és a publicisztikai rovatnál, 2002-től internetes szerkesztő is.
2003-tól dolgozik a Figyelő című üzleti hetilapnál, ahol főszerkesztő helyettes, majd szenior szerkesztő, gazdaságpolitikai rovatvezető volt. 2012 óta  ő a Figyelő  főszerkesztője. (Az előző főszerkesztő, Illisz László alig egy év után, 2012. július 1-jével távozott és később a Heti Válasz online felelős szerkesztője lett. A lapot három hónapon megbízott főszerkesztőként irányító Kamasz Melinda főszerkesztő-helyettesként folytatta pályafutását.)
Nem sokkal azután, hogy a Figyelő Schmidt Mária érdekeltségébe került, Lambert Gábor 2017. február 1-jei hatállyal távozott posztjáról.
Lambert Gábor 2017. május 2-ától a Magyar Biztosítók Szövetsége (Mabisz) kommunikációs vezetője.

## Publikációi
- Gazdaság. Hogyan olvassuk? Hogyan írjunk róla? Hogyan értsük meg? (Könyv, 2009 Akadémia Kiadó, szerkesztette: Terri Thompson és Lambert Gábor)
- Esszék a Hankiss Elemér – Heltai Péter szerkesztette két kötetben:
  - Münchhausen báró kerestetik – Mit kezdjünk a nagy magyar válsággal? (2009)
  - Te rongyos élet…(Életcélok és életstratégiák a mai Magyarországon) (2010)
- Öngondoskodás – ETK-füzetek (kiadó által átvett, szponzoráció hiánya miatt végül meg nem jelentetett tanulmány, 2007)
- Kiadványok (pl TOP200), sajtómellékletek szerkesztése és írása, a Bruxinfo brüsszeli tájékoztató ügynökség budapesti angol nyelvű internetes oldalának szerkesztése (2002-2003). A Magyar Nemzetnél 1995-1997 között szerkesztettem a pályázati úton elnyert Utunk Európában című, az EU-val és az uniós felkészüléssel foglalkozó mellékletet.

## Nyelvismerete
Angolból, németből és oroszból egyaránt C típusú felsőfokú nyelvvizsgát tett.